# OFC Champions League 2018
La OFC Champions League 2018, chiamata anche 2018 Fiji Airways OFC Champions League per ragioni di sponsorizzazione, è stata la diciassettesima edizione della massima competizione calcistica per squadre di club dell'Oceania.

## Date
| Fase              | Sorteggio                                   | Partite |
| ----------------- | ------------------------------------------- | --- |
| Turno Preliminare | 15 settembre 2017 (Auckland, Nuova Zelanda) | 20–26 gennaio 2018                                                                                          |
| Fase a gironi     | 15 settembre 2017 (Auckland, Nuova Zelanda) | Gruppi A & B: 10–16 febbraio 2018 Gruppo C: 25 febbraio – 3 marzo 2018 Gruppo D: 24 febbraio – 2 marzo 2018 |
| Quarti di finale  | 5 marzo 2018 (Auckland, Nuova Zelanda)      | 7–8 aprile 2018                                                                                             |
| Semifinali        | 5 marzo 2018 (Auckland, Nuova Zelanda)      | Andata: 21–22 aprile 2018 Ritorno: 28–29 aprile 2018                                                        |
| Finale            | 5 marzo 2018 (Auckland, Nuova Zelanda)      | Andata: 12–13 maggio 2018 Ritorno: 19–20 maggio 2018                                                        |

## Fase preliminare
Le quattro squadre si affrontano in un girone all'italiana: le prime due classificate si qualificano per la fase successiva.

### Turno preliminare

#### Classifica
| Squadra           | Pt | PG | V | N | P | GF | GS | DR  |
| ----------------- | -- | -- | - | - | - | -- | -- | --- |
| Tupapa Maraerenga | 9  | 3  | 3 | 0 | 0 | 15 | 2  | +13 |
| Lupe ole Soaga    | 6  | 3  | 2 | 0 | 1 | 19 | 2  | +17 |
| Veitongo          | 1  | 3  | 0 | 1 | 2 | 3  | 16 | -13 |
| Pago Youth        | 1  | 3  | 0 | 1 | 2 | 2  | 19 | -17 |

#### Risultati
| Arbitro: | David Yareboinen |

|                    |           |  |
| Latimer 74’ (rig.) | Marcatori |  |

| Arbitro: | Veer Singh |

|               |           |           |
| Uhatahi 90+2’ | Marcatori | 28’ Silao |

| Arbitro: | Peter Linney |

|                               |           |                                                                               |
| Lutu 35’ (rig.), 90+3’ (rig.) | Marcatori | 11’, 22’, 82’ Latimer 45+2’, 90’ Fowler 45+3’, 55’, 90’ Bonsu-Maro 67’ Harmon |

| Arbitro: | Ben Aukwai |

|            |           | |
| Ledoux 30’ | Marcatori | 9’, 25’ Toni 15’, 34’, 40’, 48’, 85’ Ataga 42’ Kuoi 55’ Malo 69’, 90+4’ Laoata 71’ Kerewi 75’ Fifii |

| Arbitro: | Ben Aukwai |

|                                                           |           |  |
| Vagaia 30’, 39’ Ataga 38’ Setefano 45+2’ Talilai 54’, 85’ | Marcatori |  |

| Arbitro: | David Yareboinen |

|  |           |                                                    |
|  | Marcatori | 7’, 59’ Bonsu-Maro 12’, 62’ Strickland 79’ Latimer |

## Fase a gruppi

### Gruppo A
Le partite sono state giocate dal 10 al 16 febbraio 2018 a Vanuatu.
| Squadra           | Pt | PG | V | N | P | GF | GS | DR  |
| ----------------- | -- | -- | - | - | - | -- | -- | --- |
| Nalkutan          | 9  | 3  | 3 | 0 | 0 | 9  | 1  | +8  |
| Lae City Dwellers | 6  | 3  | 2 | 0 | 1 | 9  | 6  | +3  |
| Ba                | 3  | 3  | 1 | 0 | 2 | 4  | 3  | +1  |
| Tupapa Maraerenga | 0  | 3  | 0 | 0 | 3 | 3  | 15 | -12 |

### Gruppo B
Le partite sono state giocate dal 12 al 18 febbraio 2018 a Tahiti.
| Squadra            | Pt | PG | V | N | P | GF | GS | DR |
| ------------------ | -- | -- | - | - | - | -- | -- | -- |
| Dragon             | 6  | 3  | 2 | 0 | 1 | 9  | 5  | +4 |
| Solomon Warriors   | 6  | 3  | 2 | 0 | 1 | 8  | 4  | +4 |
| Erakor Golden Star | 4  | 3  | 1 | 1 | 1 | 7  | 6  | +1 |
| Lössi              | 1  | 3  | 0 | 1 | 2 | 3  | 12 | -9 |

### Gruppo C
Le partite sono state giocate dal 25 febbraio al 3 marzo 2018 in Nuova Zelanda.
| Squadra       | Pt | PG | V | N | P | GF | GS | DR  |
| ------------- | -- | -- | - | - | - | -- | -- | --- |
| Auckland City | 9  | 3  | 3 | 0 | 0 | 13 | 0  | +13 |
| Lautoka       | 6  | 3  | 2 | 0 | 1 | 5  | 3  | +2  |
| Vénus         | 3  | 3  | 1 | 0 | 2 | 3  | 10 | -7  |
| Madang        | 0  | 3  | 0 | 0 | 3 | 2  | 10 | -8  |

### Gruppo D
Le partite sono state giocate dal 24 febbraio al 2 marzo 2018 nelle Isole Salomone.
| Squadra         | Pt | PG | V | N | P | GF | GS | DR  |
| --------------- | -- | -- | - | - | - | -- | -- | --- |
| Team Wellington | 7  | 3  | 2 | 1 | 0 | 13 | 3  | +10 |
| Marist Fire     | 5  | 3  | 1 | 2 | 0 | 5  | 3  | +2  |
| Magenta         | 4  | 3  | 1 | 1 | 1 | 4  | 6  | -2  |
| Lupe ole Soaga  | 0  | 3  | 0 | 0 | 3 | 2  | 12 | -10 |

## Fase a eliminazione diretta

### Quarti di finale
| Squadra 1       | Risultato | Squadra 2        |
| --------------- | --------- | ---------------- |
| Team Wellington | 11 - 0    | Toti City        |
| Auckland City   | 2 - 0     | Solomon Warriors |
| Dragon          | 1 - 2     | Lautoka          |
| Nalkutan        | 1 - 2     | Marist           |

### Semifinali
| Squadra 1       | Totale      | Squadra 2     | Andata | Ritorno |
| --------------- | ----------- | ------------- | ------ | ------- |
| Lautoka         | 2 - 1       | Marist        | 1 - 1  | 1 - 0   |
| Team Wellington | 2 - 2 (gfc) | Auckland City | 0 - 0  | 2 - 2   |

### Finale
| Squadra 1       | Totale | Squadra 2 | Andata | Ritorno |
| --------------- | ------ | --------- | ------ | ------- |
| Team Wellington | 10 – 3 | Lautoka   | 6 - 0  | 4 - 3   |